# Leucaphérèse
La leucaphérèse consiste à prélever, par aphérèse, les leucocytes (globules blancs) dans le sang d'une personne. Elle peut être utilisée chez le patient comme chez le donneur.

## Leucaphérèse chez le donneur de sang
Il s'agit d'un prélèvement rarement effectué, qui permet de collecter les granulocytes, variété de globules blancs spécialisés dans la défense anti-bactérienne. Les granulocytes sont administrés à des patients qui en sont dépourvus (neutropénie) et qui sont atteints d'infections graves évoluant malgré un traitement antibiotique. Le donneur reçoit, avant le don, un traitement médicamenteux, le 
GCSF (en), pour augmenter les granulocytes dans son sang.
Avant transfusion, le produit est irradié pour prévenir la survenue chez le patient de la maladie du greffon contre l’hôte. La durée de vie du concentré de granulocytes est 12 heures, il est souvent transfusé avant que l'ensemble des tests biologiques de qualification du don maladies infectieuses soient terminés. Il s'agit d'un traitement de dernier recours, ses indications et son utilisation sont discutées.

## Leucémie hypercytaire
La leucaphérèse (également appelée cytaphérèse thérapeutique) peut être employée pour diminuer un taux très élevé de globules blancs (hypercytose) chez un patient atteint de leucémie. Cette accumulation de globules blancs peut se compliquer de stase leucostase pulmonaire (risque d'hypoxie) ou neurologique (coma). La réduction des globules blancs permet de commencer le traitement spécifique (chimiothérapie) dans de meilleures conditions.

## Maladies auto-immunes
Il est également possible d'extraire seulement les granulocytes, les macrophages, et les monocytes, laissant le nombre de lymphocytes inchangé. Ce processus est utilisé comme traitement de maladies auto-immunes telles que la colite ulcéreuse et la polyarthrite rhumatoïde, où ces cellules jouent un rôle actif dans le processus d'inflammation.